# Liang Hongzhi
Liang Hongzhi (梁鴻志, 1882 - 9 novembre 1946) est un homme politique chinois qui fut le chef officiel de la clique d'Anhui du gouvernement de Beiyang avant de devenir membre du gouvernement national réorganisé de la République de Chine collaborationniste.

## Biographie
Liang est né à Changle au Fujian. De 1888 à 1890, il vit au Japon où son père travaille pour le gouvernement de la dynastie Qing. En 1903, il passe les examens impériaux et est accepté en 1905 dans l'établissement prédécesseur de l'université de Pékin. En 1908, il est envoyé comme officiel dans la province du Shandong. Après la révolution chinoise de 1911 et la formation de la République de Chine, il est recruté par le gouvernement nationaliste de Yuan Shikai. Après la mort de ce-dernier, il rejoint Duan Qirui, seigneur de guerre de la clique d'Anhui, et sert comme secrétaire de Duan Zhigui. Après la défaite de la clique d'Anhui lors de la guerre Zhili-Anhui, il fuit dans la concession japonaise de Tianjin.
Il retourne à Pékin en novembre 1924 après le coup de Pékin et est chargé du gouvernement provisoire après un accord avec Zhang Zuolin et Feng Yuxiang, mais fuit de nouveau en 1928 après le succès de l'expédition du Nord de Tchang Kaï-chek. Après qu'un mandat d'arrêt de Liang est publié par le Kuomintang, il fuit à Dalian dans le territoire japonais du Guandong avec Duan Qirui.
Après l'incident de Mukden de 1931 et le début de l'invasion japonaise de la Mandchourie, Liang retourne à Tianjin avec Duan, puis à Shanghai et est aux côtés de Duan quand il meurt en 1937.
Après le déclenchement de la seconde guerre sino-japonaise en 1937, l'armée impériale japonaise prend rapidement le contrôle du Nord et de l'Est de la Chine, et le quartier général impérial japonais autorise la création de régimes collaborationnistes dans le cadre de sa stratégie d'établir une zone tampon autonome entre le Nord de la Chine et leur nouvel État du Mandchoukouo. Le gouvernement provisoire de la République de Chine (en), basé à Pékin, est formé le 14 décembre 1937 avec Wang Kemin comme président des cinq provinces du Nord de la Chine. Le gouvernement réformé de la République de Chine, basé à Nankin, est ensuite créé le 28 mars 1938 dans l'Est de la Chine et Liang en devient président.
Le gouvernement réformé a le contrôle nominal sur les provinces du Jiangsu, du Zhejiang, et de l'Anhui, ainsi que sur les villes de Nankin et Shanghai. Cependant, ses activités sont prudemment supervisées par des « conseillers » fournis par l'armée expéditionnaire japonaise de Chine. L'échec des Japonais à donner la réelle autorité au gouvernement réformé les discrédite aux yeux de la population locale, et ils n'ont font qu'un instrument de propagande.
Le gouvernement réformé est, avec le gouvernement provisoire, absorbé dans le gouvernement nationaliste de Nankin de Wang Jingwei le 30 mars 1940. Dans ce nouveau régime, Liang ne tient que des postes symboliques, comme celui de gouverneur nominal du Jiangsu, et se retire avant la fin de la Seconde Guerre mondiale.
Liang est arrêté par le gouvernement de la République de Chine après la reddition du Japon et jugé pour trahison à Suzhou. Il est condamné à mort et fusillé à Shanghai le 9 novembre 1946.